# BBK事件
BBK事件（ビービーケイじけん）とは、韓国の株価操作事件。2007年韓国大統領選挙当時に大統領候補の李明博の関与が疑われ政局を揺さぶった。

## 概要
2001年、BBK代表の金敬俊（キム・キョンジュン）がオプショナル・ベンチャーズの株価を操作したとされる。
2007年7月、アレクサンダー・バーシュボウ駐韓米国大使は本国に送った外交折衝電文を通じてBBK事件で李明博候補が危機に陥ったとし、これを反転させられないならば全てが飛んでしまうと展望していたことが2011年9月2日のウィキリークスにより判明。
2007年11月5日、韓国検察は李明博のすべての疑惑について嫌疑なしと発表。
2007年12月19日、李明博が大統領選挙で当選。
2008年4月17日、金敬俊被告に対し懲役10年、罰金150億ウォン（約15億円）の判決が言い渡された。 
2013年6月28日、BBK事件を受け持った特別捜査チームの検事らが捜査過程で疑惑を提起した国会議員、言論、弁護団を相手に起こした訴訟で全て敗訴した。
2017年11月、韓国検察はBBK事件の再捜査を正式に決定。